# Kahi Salvovics Aszatiani
Kahi Salvovics Aszatiani (grúzul: კახი ასათიანი, oroszul: Кахи Шалвович Асатиани; Telavi, 1947. január 1. – Tbiliszi, 2002. november 20.) szovjet válogatott grúz labdarúgó, középpályás, edző.

## Pályafutása

### A válogatottban
1968 és 1972 között 16 alkalommal szerepelt a szovjet válogatottban és 5 gólt szerzett. Részt vett az 1968-as Európa-bajnokságon és az 1970-es világbajnokságon.

## Sikerei, díjai

### Edzőként
Dinamo Tbiliszi
- Szovjet bajnok (2): 1978
- Szovjet kupa (1): 1979
- KEK-győztes (1): 1980–81